# Хмиед, Салахдин
Салахдин Хмиед (араб.  صلاح الدين حميد‎; род. 1 сентября 1961, Марокко) — марокканский футболист, вратарь.

## Карьера

### Клубная карьера
Во взрослом футболе дебютировал в 1983 году в составе клуба «ФАР», за который выступал на протяжении всей своей футбольной карьеры.
Завершил карьеру футболиста в 1989 году.

### Карьера в сборной
В 1984 году дебютировал в официальных матчах в составе национальной сборной Марокко. Был в составе олимпийской сборной Марокко на летних Олимпийских играх 1984 года.
В 1986 году был запасным вратарём на чемпионате мира и не принимал участия в матчах. В том же году вместе с национальной командой участвовал в Кубке африканских наций 1986 года, где принял участие в одном матче.